# Hiroto Nakagawa (Fußballspieler, 1994)
Hiroto Nakagawa (jap. 中川 寛斗 Nakagawa Hiroto; * 3. November 1994 in der Stadt Urawa (heute Stadt Saitama), Präfektur Saitama) ist ein japanischer Fußballspieler.

## Karriere

### Verein
Hiroto Nakagawa erlernte das Fußballspielen in der Jugendmannschaft von Kashiwa Reysol. Hier unterschrieb er 2013 auch seinen ersten Profivertrag. Der Verein aus Kashiwa, einer Großstadt in der Präfektur Chiba auf Honshū, der Hauptinsel von Japan, spielte in der höchsten Liga des Landes, der J1 League. 2013 gewann er mit dem Club den J. League Cup. Im Finale gewann man gegen den Erstligisten Urawa Red Diamonds mit 1:0. 2014 wurde er an den Zweitligisten Shonan Bellmare nach Hiratsuka ausgeliehen. Mit dem Club wurde er Meister der J2 League und stieg in die erste Liga auf. 2015 kehrte er nach der Ausleihe nach Kashiwa zurück. Von 2014 bis 2015 spielte er viermal in der J.League U-22 Selection. Diese Mannschaft, die in der dritten Liga, der J3 League, spielte, setzte sich aus den besten Nachwuchsspielern der höherklassigen Vereine zusammen. Das Team wurde mit Blick auf die Olympischen Sommerspiele 2016 in Rio de Janeiro gegründet. Die Auswahl der Spieler erfolgte auf wöchentlicher Basis aus einem Pool, für den jeder Verein förderungswürdige Talente benennen konnte; die Zusammensetzung der Mannschaft variierte daher sehr stark von Spiel zu Spiel. 2019 wurde er ein weiteres Mal an Shonan Bellmare ausgeliehen. Nach Vertragsende in Kashiwa wurde er Anfang 2020, nach der Ausleihe, von Shonan fest verpflichtet. Im Januar wechselte er in die zweite Liga zu Kyōto Sanga. Mit dem Verein aus Kyōto feierte er Ende 2021 die Vizemeisterschaft und den Aufstieg in die erste Liga. Nach dem Aufstieg verließ er den Verein und schloss sich dem Erstligaabsteiger Ōita Trinita aus Ōita an.

### Nationalmannschaft
Hiroto Nakagawa spielte fünfmal in der U18–Nationalmannschaft und dreimal in der U19–Nationalmannschaft.

## Erfolge
Kashiwa Reysol
- Japanischer Ligapokalsieger: 2013

Shonan Bellmare
- Japanischer Zweitligameister: 2014  ▲

Kyoto Sanga FC
- Japanischer Zweitligavizemeister: 2021  ▲